# Josefa Vejrychová-Dapeciová
Josefa Vejrychová-Dapeciová, v matrice Josepha Dapecy (19. února 1851 Svitávka – 9. května 1937 Česká Třebová-Kozlov) byla moravská spisovatelka, básnířka a překladatelka.

## Životopis
Její matka Josepha Dapecy ji měla za svobodna, stejně tak jako bratra Vincence. V 19 letech se Josefa provdala za Rudolfa Vejrycha, železničního úředníka. Měla s ním tři děti: Karla Vejrycha, pianistu a hudebního pedagoga, Elu Švabinskou-Vejrychovou, první manželku Maxe Švabinského a Rudolfa Vejrycha, akademického malíře.
Svou literární tvorbu začala básněmi, pokračovala překlady povídek z italštiny a nakonec ve svých povídkách vylíčila život vesničanů. Své práce otiskovala v Lidových novinách, Ženských novinách, Moravských novinách, Východočeském republikánu a Úsvitu.

## Dílo

### Próza
- Jak bývalo v Kozlově – ilustroval Max Švabinský. Praha: Česká grafická Unie, 1924, 1953 úvod Zdeněk Nejedlý
- Ze starých časů – [s předmluvou Jaromíra Boreckého]. Praha: Spolek českých bibliofilů, 1931
- Švabinský, Vejrychovi a Kozlov: vzpomínky žen čtyř generací z rodu Vejrychů: Josefa Vejrychová, Ela Švabinská, Zuzana Švabinská, Zuzana Nováková – k 125. výročí narození malíře Rudolfa Vejrycha uspořádal Václav Ševčík. Rodina Rudolfa Vejrycha, 2007